# 熊克武

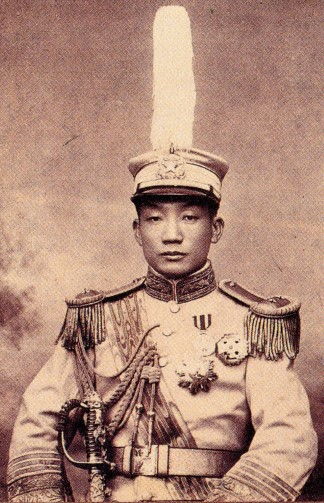
熊克武

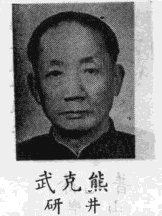
熊克武

熊克武（1885年12月26日—1970年9月2日），字錦帆，男，祖籍湖南省麻陽县（今怀化市麻阳苗族自治县），生於四川省井研縣鹽井灣，川系民國軍閥及中华人民共和国政治人物。

## 生平

### 革命派的活動
熊克武出生于一个医生家庭，早年有志于学問。1903年（光緒29年），入四川東文学堂。当時，他结识了戴季陶等未來籌組同盟會的革命黨中堅人物。
同年冬，经叔父資金援助，他赴日本留学。先入大成尋常中学校，后入東斌学堂学习軍事。在東京期间，熊克武结识孫文，1905年（光緒31年）8月参与组织中国同盟会。同年12月归国，和黄興等中国同盟会的同志在四川、广東等地策划反清起义。
1912年（民国元年）1月，重慶成立的蜀軍政府，熊克武经黄興推薦担任该軍总司令。3月任蜀軍政府第1師師長。4月，在成都成立的大汉四川軍政府同蜀軍政府合流，熊克武任四川陸軍第5師師長，继续驻扎重慶。
1913年（民国2年）7月二次革命爆发，熊克武、楊庶堪等人于8月5日在重慶宣布独立，讨伐袁世凯。同年9月，被四川都督胡景伊击败。熊克武流亡日本，后到南洋募集革命資金。1915年（民国4年）12月，归国参加護国战争，随蔡鍔所率護国軍第1軍返回四川。1916年（民国5年）6月袁世凯死去，蔡鍔任四川督軍，熊克武回任川軍第5師師長兼重慶鎮守使。

### 爭奪四川統治权
在護國戰爭結束不久後，蔡鍔也因重病辭退四川督軍，四川督軍一直由滇系軍閥的羅佩金擔任，但四川軍閥很快地開始排除非四川人。首先是四川陸軍第一軍軍長劉存厚發起反叛，羅佩金與四川省長戴戡（貴州軍閥系統）的同盟軍遭到擊敗，劉存厚在民國六年（1917）7月獲得了四川省政主導權，並將貴州軍閥系的靖國軍排除出川。但是在同一時間，孫文开始護法運動，在劉存厚於同年12月獲得中华民国北京政府委任成為四川督軍後，熊克武決定和護法軍政府同盟，取得發兵正當性。民國七年（1918）1月，熊克武出任就任四川靖国軍总司令，並獲得滇系軍閥、黔系軍閥協助，在四川靖國戰爭中壓制住劉存厚部隊。2月20日，成都失守，劉存厚率部隊向川北撤退，熊克武亦往川北追勦。2月25日，唐繼堯指任熊為四川督軍兼省長。
熊克武掌政以後，立即縮編川軍，這使得各將領對他不滿。同時為使地方不受騷擾，熊克武從四川省政府收入中撥款給駐川滇軍、黔軍貲用。而為了鞏固統治，熊克武呼應了聯省自治構想，但這導致了親孫文派的川軍將領對熊克武的反感。
民國九年（1920）4月，親孫文派的四川陸軍第5師師長呂超在川滇黔聯軍總司令唐繼堯的慫恿下發動反熊戰爭，7月18日該部隊攻入成都。為扭轉戰況不利的情境，熊克武與竄逃至陝西省的劉存厚和解，並與四川陸軍第二軍軍長劉湘、四川陸軍第2師師長鄧錫侯結盟合組「靖川軍」。在同年9月，靖川軍擊敗了川滇黔聯軍，並且將呂超逐出四川流亡上海，10月，唐繼堯也因為呂超之敗返回雲南。同年12月，熊克武、劉存厚率川軍軍人发表「四川自治」宣言，宣布不隶属于北京政府和廣州政府。
熊劉聯軍雖然獲得四川主導權，但無法分享權力。所以劉存厚再次向北京政府尋求支援，北京政府再次任命劉存厚為四川督軍、熊克武為四川省長。但劉存厚不久後即遭到熊克武排擠，在同年11月29日辭退四川督軍一職。
在民國十年（1921），因川鄂戰爭之故，劉湘與熊克武之間的利益矛盾再度浮出，並導致隔年發生熊克武所率領的四川陸軍第一軍與劉湘的四川陸軍第二軍之間的一、二軍之戰，此戰熊克武擊敗劉湘，導致劉湘發電下野，與劉湘同盟的楊森被逐出四川，撤入湖北省西部。
民國十一年（1922），熊克武為了鞏固在川境之統治，與四川陸軍第三軍軍長劉成勳、四川邊防軍總司令賴心輝等人試圖擊敗鄧錫侯、陳國棟、田頌堯之部隊。主政北京的直系吳佩孚趁機介入四川內戰，並支持在川鄂戰爭中受挫的劉湘重建部隊，反攻四川。由於北京政府之介入，熊克武部隊無法有效抗衡外軍與內部反熊勢力的圍殺，再度向孫中山求助。民國十二年（1923）6月，孫中山任命熊克武為四川討賊軍總司令，並且派遣原本敗於熊克武的呂超、石青陽等親孫中山將領與熊克武合作，但並沒有額外部隊增援熊克武，因此熊克武遭到劉湘、楊森、袁祖銘、鄧錫侯、田頌堯聯軍給徹底擊敗，在民國十三年（1924）春季逃離四川至湖南省常德。

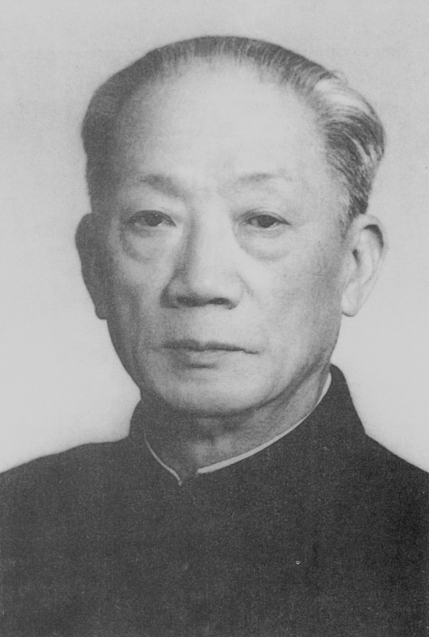
熊克武

### 失势與晩年
1924年（民国13年）1月，熊克武在中国国民党第一次全国代表大会上当选为中央執行委員，進入中國國民黨體系從政。中華民國陸海軍大元帥大本營任命熊克武為建國川軍總司令，並希望使用他的聲名去聚集親孫中山的四川籍軍人建置部隊。在孫中山北上會商南北統一前，曾密信要求熊克武部隊北上取得武漢。熊克武也與胡景翼通信，企圖南北合圍。
但是民國十四年（1925）初孫中山病逝，胡景翼暴斃，相關的出兵構想全部無法實施。同時湖南省長趙恆惕也決定驅逐熊克武部隊，熊克武部隊在同年3月將部隊南調广東，9月到达广州。然而，10月份陳炯明遊說建國滇軍將領朱培德背叛國民政府時，向朱聲稱熊克武已經遭其收買。朱培德將此事告知國民政府高層，在汪兆銘、許崇智、譚延闓、蔣中正等人得到共識後，以熊克武勾结陳炯明阴谋颠覆國民政府的罪名，将熊克武收監於虎門砲台，并收编了其部队。
入獄期間，熊克武並未獲得審判，但外界輿論也持續關注其行跡，因此廣州國民政府也無法對其有所行動。在陳炯明勢力瓦解，國民革命軍啟動北伐後，民國十六年（1927）3月末，熊克武获释，但也在軍政界失去重要地位。此後，他获任命为国民政府委員，後來他以四川省的名士，及知名的反蔣中正派政治人物从事社会活动。在第二次國共內戰尾聲時，熊克武與劉文輝等四川知名軍政人物串聯於成都組成川康渝民眾自衛委員會，熊克武出任主任委員，對抗四川省主席王陵基之統治，並使得中國人民解放軍攻入四川獲得有效支援。
中華人民共和国建国後，他留在中国大陸，任西南軍政委員会副主席、中国人民政治協商会議全国委员会委員、全国人民代表大会常务委员会委員、中国国民党革命委員会（民革）中央副主席等职务。
1970年9月2日，熊克武在北京病逝。享年86岁（满84歳）。